# Kinematografia norweska
Kinematografia norweska – ogół produkcji i dystrybucji filmowej na terenie Norwegii.

## Norweskie kino nieme i klasyczne (1896–1959)

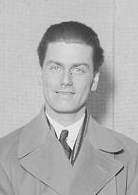
Tancred Ibsen

Pierwszy pokaz obrazów ruchomych na terenie Norwegii odbył się 6 kwietnia 1896 roku w Variété Club w Oslo (ówczesnej Christianii), gdzie swój bioskop zaprezentowali Max i Emil Skladanowscy. Jednak faktyczna produkcja filmów na terenie tego państwa rozpoczęła się ze sporym opóźnieniem. Dopiero w 1907 roku szwedzki operator Julius Jaenzon nakręcił w Norwegii Niebezpieczeństwa życia rybaka – dramat na morzu, film uznawany na dodatek za zaginiony. Wprawdzie w drugiej dekadzie XX wieku zadebiutowało dwóch utalentowanych filmowców: Peter Lykke-Seest (Młode serca, 1917) oraz Rasmus Breistein (Cyganka Anna, 1920), jednakże większość produkcji filmowej okresu kina niemego w Norwegii stanowiły produkcje reżyserów zagranicznych: Gunnara Sommerfeldta (Błogosławieństwo ziemi, 1921), Carla Theodora Dreyera (Narzeczona z Glomsdal, 1926) i Georga Schnéevoigta (Laila, 1929).
Dopiero na początku lat 30. XX wieku można odnotować narodziny norweskiego przemysłu kinematograficznego, który pozostawał wszelako wielce rozdrobniony. Wielkie chrzciny (1931) Tancreda Ibsena, reżysera kojarzonego przede wszystkim z wytwórnią Norsk Film, przetarły szlak dla norweskiej produkcji filmowej. Ibsen wyreżyserował także między innymi kryminał Dwóch żywych i jeden trup (1937), melodramatycznego Cygana (1937) oraz Gjesta Baardsena (1937), nazywanego „norweskim Robin Hoodem”. Do innych czołowych reżyserów norweskich sprzed II wojny światowej należeli Leif Sinding, autor pierwszej norweskiej operetki filmowej Cygański chłopak (1932) i ambitnego dramatu społecznego Bezbronni (1939), oraz Olav Dalgard, odpowiedzialny między innymi za film Cały lud w pracy (1933) o Wielkim Kryzysie w Norwegii. Ów film zapewnił w 1933 roku zwycięstwo lewicowej Partii Pracy.
W 1940 roku rozwój kina norweskiego zahamowała agresja nazistowskich Niemiec, która poskutkowała dojściem do władzy Vidkuna Quislinga i likwidacją autonomicznych wytwórni filmowych, w tym Norsk Filmu. W kinach zaczęła dominować eskapistyczna rozrywka, obliczona na otumanianie masowej widowni. Po II wojnie światowej i odzyskaniu niepodległości przez Norwegię na nowo uformowano struktury filmowe, powołując Państwową Radę Filmową i Państwowy Fundusz Filmowy. Ostatecznie, po wielu reformach, w 1956 roku zorganizowano pierwszy na Skandynawii instytut filmowy, Norskfilminstitutt. Powojenną reakcją na lata kolaboracyjnych produkcji były takie filmy jak Chcemy żyć (1946) Dalgarda i Ralfa Randalla, Uchodźcy (1946) Toralfa Sandø oraz koprodukcja norwesko-francuska Bitwa o ciężką wodę (1947) Titusa Vibe-Müllera. W tematyce wojennej specjalizował się zwłaszcza Arne Skouen, reżyser takich dzieł jak neorealistyczni Ulicznicy (1949), Przymusowe lądowanie (1952) oraz Przez śnieżną pustynię (1957). Zwłaszcza ten ostatni film, poświęcony kombatantowi Janowi Baalsrudowi próbującemu przekroczyć granicę neutralnej Szwecji po rozbiciu jego oddziału, zapewnił Skouenowi uznanie wśród krytyków. W Norwegii okresu klasycznego wyróżniła się też twórczość Edith Carlmar, pierwszej Norweżki parającej się reżyserią. Carlmar znana była przede wszystkim z kina popularnego, na przykład pierwszego norweskiego filmu noir pod tytułem Śmierć jest pieszczotą (1949) oraz Krnąbrnego dziewczęcia (1959) z udziałem Liv Ullmann.

## Przełom modernistyczny (1959–1981)

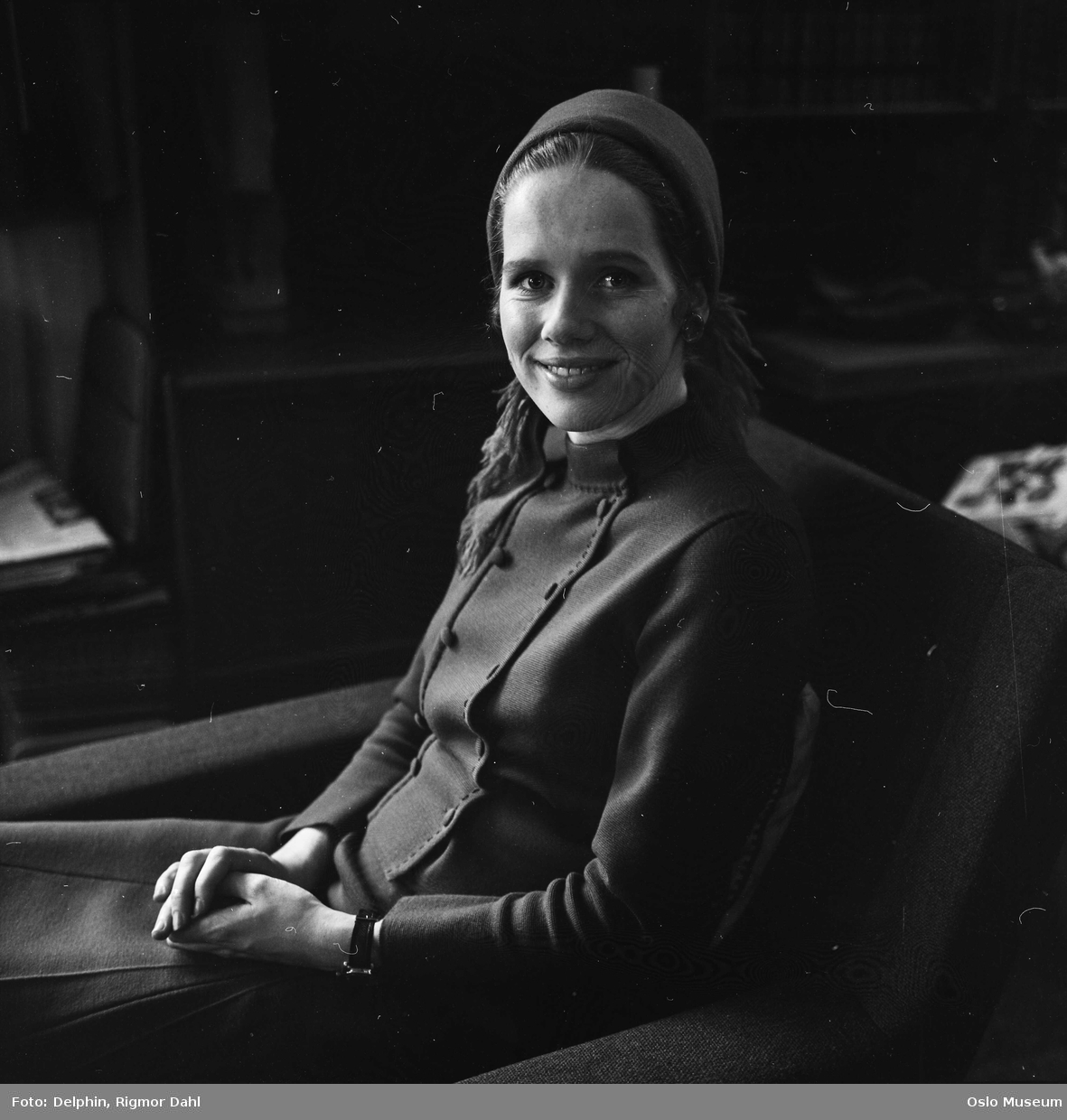
Liv Ullmann, czołowa norweska aktorka filmowa

Za pierwszy norweski film modernistyczny uchodzi Polowanie (1959) Erika Løchena, poświęcone rywalizacji dwóch mężczyzn o kobietę podczas polowania na kuropatwy. W Polowaniu zastosowana została skomplikowana narracja – film rozpoczyna się od sceny finałowej, obfitując w retrospekcje oraz komentarze postaci, nade wszystko zaś jest skonstruowany z zastosowaniem Brechtowskiego efektu obcości. Polowanie zostało zaprezentowane w konkursie głównym na 13. MFF w Cannes, dyskusja nad nim została zmarginalizowana na rzecz Przygody Antonioniego i Słodkiego życia Felliniego. Jednakże film ten jest uznawany w Norwegii za najważniejsze arcydzieło tamtejszej kinematografii. Inny wyrafinowany formalnie film Løchena, Protest (1972), nabiera do tego stopnia charakteru autorefleksyjnego, że splata ze sobą jednocześnie trzy płaszczyzny narracyjne. Bezpośrednia inspiracja kinem francuskiej Nowej Fali uwidaczniała się natomiast w filmach Liv (1967) i Wyjście (1970) Påla Lokkeberga, stylizowanych na filmy Jeana-Luca Godarda. Jednakże owe eksperymenty narracyjne nie miały szans w obliczu rosnącego zainteresowania widzów kinem komercyjnym oraz telewizją. Istnym fenomenem była niebywała popularność animacji lalkowej Grand Prix Doliny Głazów (1975) Ivo Caprino.
Zjawiskiem dominującym na przełomie lat 70. i 80. XX wieku była twórczość trzech kobiet: Anji Breien, Vibeke Lokkeberg i Laili Mikkelsen. Breien zadebiutowała filmem Gwałt (1971) poświęconym robotnikowi oskarżonemu w poszlakowym śledztwie o niepopełniony gwałt, lecz uznanie zdobyła przede wszystkim filmem Żony (1975) o trzech trzydziestolatkach wybierających się na wspólną wycieczkę po Oslo. Żony doczekały się dwóch sequeli rozwijających losy bohaterek. Lokkeberg sławę zdobyła dzięki Objawieniu (1975) o zdesperowanej pięćdziesięcioletniej kobiecie, która po opuszczeniu przez wszystkich bliskich popełnia samobójstwo, a także dzięki Dziewczęciu na posyłki (1981) o dziewczynce mierzącej się z wiecznymi awanturami rodziców. Mała Ida (1981) Mikkelsen traktuje o wstydliwym dla norweskiej świadomości narodowej związku Norweżki z Niemcem podczas nazistowskiej okupacji Norwegii. Pomimo że fenomen Breien, Lokkeberg oraz Mikkelsen w 1981 roku doczekał się określenia „roku dziewcząt”, wciąż dominowała produkcja komercyjna. Tzw. wrześniowy mord, czyli zmasowany atak norweskich krytyków na rodzimą produkcję filmową, stanowił wołanie o potrzeby gruntownych przemian norweskiej kinematografii.

## Norweskie kino końca wieku (1981–2000)
W obliczu popularności kaset wideo i telewizji, a co za tym idzie gwałtownego odpływu widzów z norweskich kin, w 1987 roku parlament norweski uchwalił nowe prawo regulujące i opodatkowującego rynek wideo. Regulacje nie zahamowały jednak spadku popularności filmów kinowych. Coraz częściej na plan pierwszy wysuwało się kino gatunków. Jednym z nielicznych rodzimych sukcesów frekwencyjnych był polityczny thriller Pas Oriona (1987) Oli Soluma na podstawie powieści Jona Micheleta, a także nominowany do Oscara dla najlepszego filmu nieanglojęzycznego western Tropiciel (1987) Nilsa Gaupa. W kontrze do tego zjawiska ustanowiły się adaptacje prozy Knuta Hamsuna: Włóczęgi (1990) Soluma, Telegrafista (1993) Erika Gustavsona oraz Pan (1995) i Głód (1996) Henninga Carlsena. Szczególnie zauważalny był sukces artystyczny Telegrafisty, który został zakwalifikowany do konkursu głównego na 43. MFF w Berlinie. Największy rozgłos towarzyszył jednak adaptacji powieści Sigrid Undset Krystyna, córka Lawransa (1995), nakręconej przez Liv Ullmann.